# Eurycercopis auberti
Eurycercopis auberti är en insektsart som beskrevs av Victor Lallemand 1942. Eurycercopis auberti ingår i släktet Eurycercopis och familjen spottstritar. Inga underarter finns listade i Catalogue of Life.